# Шарко Олександр Олександрович
Олекса́ндр Олекса́ндрович Шарко́ (20 жовтня 1988 — 6 серпня 2019) — старший матрос Збройних сил України, учасник російсько-української війни.

## Життєпис
Народився 1988 року в місті Братськ Іркутської області — саме там починав свою службу його батько Олександр Григорович, військовий офіцер; мама Жанна Леонідівна працювала медичною сестрою у військовому госпіталі. Після відновлення незалежності України сім'я Шарків повернулася на батьківщину, до села Олбин, згодом перебралися до сусіднього села Савинка, де й надалі проживають. У перший клас Олександр пішов у п'ять разом з сестрою, старшою на рік — вони були настільки близькими, що розділити їх по різних класах батьки не змогли. Продовжив навчання у старших класах Олбинської ЗОШ; закінчив школу із золотою медаллю в 2004 році. Закінчив Остерський технікум будівництва та дизайну, спеціальність — програміст. Після технікуму навчався в Київському торгівельно-економічному університеті ім. Вадима Гетьмана, здобув освіту правознавця. Працював за спеціальністю — помічником адвоката. Як не вмовляли його рідні, покинув перспективну роботу в столиці, 26 червня 2017 року підписав контракт на військову службу.
Служив у 1-му батальйоні 36-ї окремої бригади морської піхоти, помічник гранатометника, старший матрос. Майже увесь час був на передовій, раз на рік приїздив у відпустку.
6 серпня 2019 року в передобідній час під час інженерних робіт з обладнання позицій ВОП поблизу села Павлопіль, внаслідок ворожого обстрілу, від мінно-вибухових травм загинули четверо військовиків. Найімовірніше, постріл було зроблено з РПГ-7 із використанням міни калібром 82 мм, яка була прикручена до реактивного двигуна гранати. Тоді ж полягли Курдов Василь Миколайович, Рак Владислав Миколайович і Шандра Сергій Іванович.
7-9 серпня 2019 року в Козелецькому районі у зв'язку із загибеллю Олександра Шарка та Владислава Рака оголошено днями жалоби. Похований в селі Олбин 9 серпня 2019-го; односельці на колінах зустрічали труну з Олександром.

## Нагороди та вшанування
- Указом Президента України № 625/2019 від 23 серпня 2019 року за «особисту мужність і самовіддані дії, виявлені у захисті державного суверенітету та територіальної цілісності України» — нагороджений орденом «За мужність» III ступеня (посмертно)[3]